# Rodel Hotel

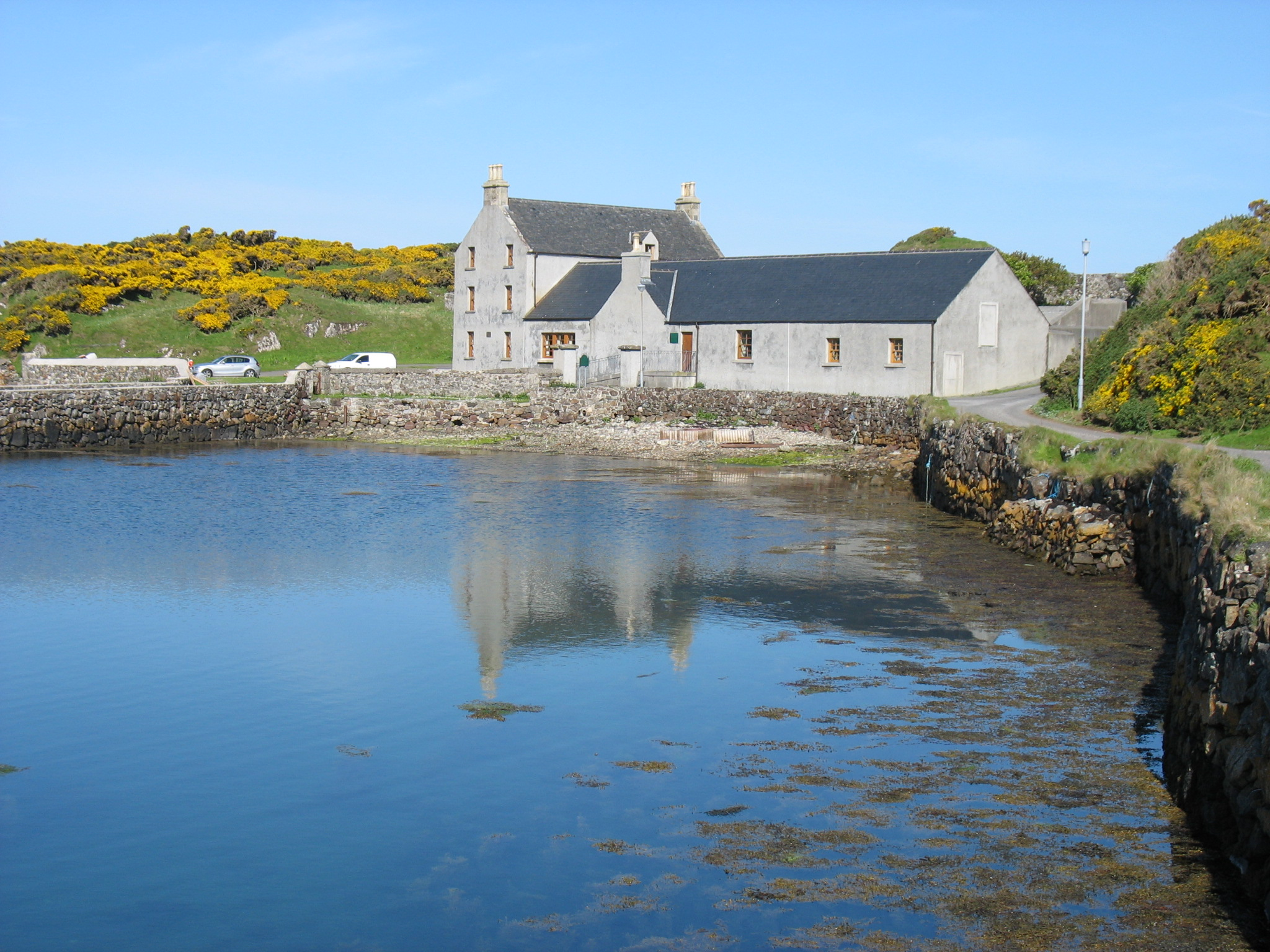
Rodel Hotel

Das Rodel Hotel ist ein Hotel in der schottischen Ortschaft Rodel auf der schottischen Hebrideninsel Harris. 1971 wurde das Bauwerk in die schottischen Denkmallisten in der Denkmalkategorie B aufgenommen.

## Geschichte
Historisch war das an der Südspitze Harris’ gelegene Rodel Hauptort der Insel, bevor unter den Earls of Dunmore, welche die Insel 1836 erworben hatten, das weiter nördlich gelegene Tarbert entwickelt wurde. Unter Alexander Macleod of Berneray, der Harris 1779 erworben hatte, setzte eine Zeit des Aufschwungs in Rodel ein. Die Ortschaft entwickelte sich mit der Fischerei und der Kelpgewinnung. Das zentrale Element war der von Macleod in den 1780er Jahren in Auftrag gegebene Rodel Harbour. Ergänzend ließ Macleod Speichergebäude, darunter den nördlich gelegenen Speicher, sowie das heutige Rodel Hotel als Lairdssitz errichten. Des Weiteren entstanden eine Spinnerei, eine Wassermühle sowie eine Schule.
Der in den 1780er Jahren errichtete Lairdssitz Macleods bildete die Keimzelle des Rodel Hotels. Unter den Earls of Dunmore, die das Gebäude signifikant erweitern ließen, diente es als Jagdsitz und Faktorei.

### Flucht von Jessie MacDonald
Im Februar 1850 war das zu dieser Zeit als Faktorei genutzte Rodel Hotel Schauplatz einer Szene, die bis heute in geringerem Maße überregionale Beachtung findet. Die auf Balranald House auf der Nachbarinsel North Uist residierenden MacDonalds of Balranald waren zu dieser Zeit hochverschuldet. Zur Verbesserung ihrer strategischen Position arrangierten sie die Hochzeit ihre Tochter Jessie mit dem aus Aberdeenshire stammenden Patrick Cooper, der als Vermögensverwalter der Balranalds eingesetzt war. Jessie MacDonald strebte jedoch die Hochzeit mit dem von Skye stammenden Faktor Donald MacDonald of Monkstad an. Um der Zwangshochzeit zu entgehen, erwartete dieser sie des Nachts vor Balranald House. Ein Sturm trieb ihr Boot auf dem Weg von Lochmaddy nach Skye nach Rodel ab. Ein im Rodel Hotel lebender Verwandter erkannte Jessie und sie wurde dort festgesetzt. Donald MacDonald gelang es Jessie dort zu befreien und das Paar setzte seine Flucht fort. Sie wurden im selben Jahr in Edinburgh getraut und wanderten später nach Australien aus.

## Beschreibung
Das Rodel Hotel steht an der Küste der Loch Rodel gegenüber dem Rodel Harbour. Das Gebäude besteht aus zwei länglichen, parallel angeordneten Baukörpern, von denen der westliche höher ausgeführt ist. Von der Südostkante des flacheren Körpers geht rechtwinklig ein eingeschossiger Gebäudeteil ab. Die Fassaden der Feldsteinbauten sind zu weiten Teilen mit Harl verputzt. Während die beiden Hauptkörper mit schiefergedeckten Satteldächern mit giebelständigen Kaminen schließen, ist der abgehende Flügel mit einem Halbwalmdach ausgeführt. Die Sprossenfenster sind asymmetrisch angeordnet. Verschiedene rückwärtige Anbauten aus dem mittleren 19. Jahrhundert sind abweichend ausgeführt.